# 歌謡曲ぶっつけ本番
歌謡曲ぶっつけ本番（かようきょくぶっつけほんばん）は朝日放送ラジオ（ABCラジオ）のラジオ番組。
1975年3月31日から1989年10月5日まで放送していた。

## 放送時間
- 月曜～金曜 14:00～16:00
16:15、16:20、16:45まで放送した時期があった。

## 番組概要
朝日放送は『おはようパーソナリティ中村鋭一です』『おはようパーソナリティ道上洋三です』『フレッシュ9時半!キダ・タローです』など、ラジオで平日早朝の時間帯に生ワイド番組をいち早く編成した。これに対して、平日午後の時間帯は『ポップ対歌謡曲』を始め、単独提供の人気番組や長寿番組が数多く並んでいた。この様な事情から既に放送していた『グアムグアムリクエスト』（毎日放送、現：MBSラジオ）『バンザイ歌謡曲』（ラジオ大阪）などの様な生ワイド番組を編成することが出来なかった。
朝日放送は1975年4月の番組改編で、平日午後の時間帯の番組編成を大幅に変更。『ポップ対歌謡曲』直後の時間帯で当番組の生放送を開始した。
当番組は関西地方を中心に活動していたタレント、フリーアナウンサー、朝日放送のアナウンサーから男女1名ずつのコンビが日替わりでパーソナリティを担当。リスナーからのリクエスト曲を紹介しながら、ニュース、天気予報、道路交通情報。リスナーが参加できるクイズコーナー、自動車電話を搭載したラジオカー「テレッカー」からの生中継コーナー。「ふれあいエプロン」「ふれあいバッグ」を1日10数個リスナーに贈るプレゼントコーナーなどを盛り込んで人気を博した。

### 主なコーナー
- ミュージックプレゼント （1981年当時）[3]
- ぶっつけタウンレポート （1981年当時）[3]
- 東西お笑い劇場 （1981年〜1983年当時）[3][4]
- ぶっつけ本番ベスト10 （1981年当時）[3]
- 気軽なパートナー やぁ! お元気ですか ぶっつけスポーツ談義[4]
- クイズ1・2・3[4]
硬貨のみで10万円が入った千両箱をこのクイズの正解者の中から1名にプレゼントしていた[2]。
- ベストテン情報 （1982年から）[4]
- 昼下りの電話帳 （1986年当時）[5]
- スタンバイOK! こちらテレッカーです （1982年から）[4]
- ぶっつけふれあいトーク[5]
- 合言葉プレゼント （1987年10月から）[5]
- ぶっつけ横丁 （1987年10月から）[5]

## 主な出演者
- 上岡龍太郎 （1975年4月〜1979年3月・月曜）
- 安達治彦 （1975年4月〜1989年9月・水曜）
- 尾崎千秋 （1975年10月〜1977年3月・金曜 → 1977年4月〜1985年9月・木曜 → 1985年10月〜1987年9月・木曜 → 1987年10月〜1988年3月・金曜）
- 上田彰 （1977年4月〜1979年3月・金曜 → 1979年4月〜1985年9月・月曜）
- 桂春蝶 （1979年4月〜1985年9月・火曜 → 1985年10月〜1989年9月・月曜）
- 末広真樹子
- 鈴木美智子 （1977年4月〜1979年3月・月曜 → 1979年4月〜1985年9月・火曜 → 1985年10月〜1989年9月・月曜）
- 尾崎芳子 （1977年4月〜1979年3月・火曜）
- 小山乃里子 （1977年4月〜1985年9月・水曜 → 1985年10月〜1987年9月・金曜 → 1987年10月〜1989年9月・水曜）
- 相沢純子 （1977年4月〜1979年9月・木曜）
- 浅川美智子 （1977年4月〜1985年9月・金曜）
- 土谷多恵子 （1979年4月〜1985年9月・月曜 → 1985年10月〜1987年9月・水曜 → 1987年10月〜1989年3月・火曜）
- 川田恵子 （1979年10月〜1985年9月・木曜）
- 小林京子 （1985年10月〜1987年9月・火曜）
- 上沼恵美子 （1985年10月〜1989年9月・木曜）
- 中村鋭一 （1986年10月〜1987年9月・金曜 → 1987年10月〜1989年3月・火曜）
- 横井くにえ （1987年10月〜1988年3月・金曜）
- 伊藤秀志 （1989年4月〜9月・火曜）
- 福田まゆみ （1989年4月〜9月・火曜）

以下の人物は出演時点で朝日放送（当時）アナウンサー。
- 村井守 （1975年4月〜9月・金曜）
- 上田博章 （1975年4月〜1979年3月・火曜 → 1979年4月〜1985年3月・金曜）
- 道上洋三 （1975年4月〜1977年3月・木曜）
- 乾浩明 （1985年10月〜1989年9月・木曜）
- 乾龍介 （1985年4月〜1986年9月・金曜）

以下は1988年4月から金曜日に新設された「金曜スペシャル」のパーソナリティ
- やしきたかじん （1988年4月〜9月）
- 安井ゆたか （1988年4月〜9月）
- 桂三枝（現・六代桂文枝）（1988年10月〜1989年9月）
- シルク（非常階段）（1988年10月〜1989年9月）
- 久野くみこ （1988年10月〜1989年9月）

## 番組後期のリニューアル
毎日放送（現：MBSラジオ）は平日午後の時間帯に『それゆけ!』『すみからすみまで角淳一です』の放送を開始した1980年代中盤を境に、高聴取率を記録していた。
当番組はマイナーチェンジやリニューアルで上記の番組に対抗。1985年4月から1986年9月まで、乾龍介と小山のコンビが担当していた金曜日はABCエキスタから公開生放送を行った。1988年4月からは「金曜スペシャル」を新設。「金曜スペシャル・たかじんのぶっつけ本番」→「金曜スペシャル・桂三枝のぶっつけ本番」のタイトルで放送した。